# إعصار راي
إعصار راي، Typhoon Rai، المعروف في الفلبين باسم إعصار أوديت Typhoon Odette، هو إعصار استوائي ضعيف فوق بحر الصين الجنوبي مر عبر الفلبين في ديسمبر 2021م. أصبح راي أول إعصار فائق من الفئة 5 منذ Nock-ten، والثالث من الفئة 5 للإعصار الفائق في بحر الصين الجنوبي بعد إعصار باميلا عام 1954 وإعصار رامسون عام 2014. ويُعد العاصفة الاستوائية الثانية والعشرون والإعصار التاسع لموسم أعاصير المحيط الهادئ لعام 2021، نشأ الإعصار من اضطراب استوائي بالقرب من خط الاستواء في 9 ديسمبر. وكنه قد تبدد في اليوم التالي. كانت الظروف المحيطة بالإعصار مواتية لمزيد من التطوير، وقد تطور ببطء إلى منخفض استوائي في 12 ديسمبر. وفي نفس اليوم، أصدر مركز التحذير المشترك من الأعاصير في الولايات المتحدة الأمريكية (JTWC) تنبيهًا لتشكيل الأعاصير المدارية (TCFA) بشأن المنخفض المعزز. تلا ذلك تحذير إضافي، وتمت ترقية راي إلى عاصفة استوائية في اليوم التالي قبل المرور بجنوب نجولو أتول. بعد المرور بالقرب من بالاو، دخل راي منطقة المسؤولية الفلبينية (PAR) بحلول ليلة 14 ديسمبر، وقد أطلقت عليها «إدارة الخدمات الجوية والجيوفيزيائية والفلكية الفلبينية» Philippine Atmospheric, Geophysical and Astronomical Services Administration (PAGASA) اسم «أوديت». في اليوم التالي، ارتفع إلى إعصار منخفض مكافئ من الفئة 1. أثناء اقترابه من الفلبين، تكثف راي سريعًا بشكل غير متوقع ليصبح إعصارًا  قبل أول هبوط له عبر سيارجاو. ثم ضعف ببطء ولكن بثبات أثناء عبوره بيسايا، وخرج إلى بحر سولو. بعد وصوله لآخر مرة فوق بالاوان، استمر إعصار راي في الضعف قبل إعادة تكثيفه بشكل غير متوقع إلى إعصار من الفئة 5 بحلول 18 ديسمبر أثناء اقترابه من فيتنام؛ ثم ضعُفَ مرة أخرى بحلول اليوم التالي.
صدرت تحذيرات من الأعاصير المدارية في مناطق في الفلبين وأجزاء من جزر كارولين مع تطور إعصار راي.وصدرت نشرات مبكرة من قبل هيئة PAGASA للتحذير من راي، بدءًا من 12 ديسمبر بسبب المسار المستمر للإعصار نحو البلاد. مع اقتراب العاصفة من الفلبين، تم إلغاء الرحلات البرية، إلى جانب الرحلات الجوية وإيقاف العبارات. صدرت تحذيرات للأشخاص الذين يعيشون بالقرب من المناطق الساحلية وفي مسار العاصفة بضرورة الإخلاء. كما رست سفن الصيد في مكان آمن وبدأت العديد من المقاطعات في بيسايا في الاستعداد لمواجهة وطأة العاصفة. كما رُفعت إشارات العاصفة من قِبل PAGASA، مع التركيز أولاً على أجزاء من بيسايا ومينداناو، قبل التوسع إلى جنوب لوزون. كما أعدت وزارة الرعاية الاجتماعية والتنمية عبوات غذائية وغير غذائية لمن جرى إجلاؤهم، إلى جانب تمويل احتياطي بلغت قيمته ما يقرب من 15000 دولار. تم إجراء عمليات إجلاء قسري مع اقتراب إعصار راي من البلاد، حيث صدر تحذير للأشخاص في منطقة بيكول من احتمال وجود انبعاثات من بركان مايون. كما جرى تأجيل مهرجان في أنتيك، إلى جانب حملات التطعيم عبر المناطق المتضررة. نُقلت سفن الصيد عبر المناطق الساحلية لفيتنام إلى مكان آمن بينما كان آلاف الأشخاص على استعداد للإجلاء بسبب العاصفة. توقفت خدمات الطيران وجرى حصاد المحاصيل في وقت مبكر.
مع ضرب إعصار راي للفلبين، أثرت الأمطار الغزيرة والرياح القوية على عدة مناطق حول مسار العاصفة. فقدت العديد من المناطق في جميع أنحاء بيسايا ومينداناو الكهرباء، وانقطعت خدمات الاتصالات في العديد من المقاطعات والمناطق. وسدت الأشجار المتساقطة العديد من الطرق وكانت الفيضانات مشكلة كبيرة في جميع المناطق المتضررة، لا سيما بوهول، حيث وصفت العاصفة بأنها «واحدة من أسوأ العواصف بالنسبة للإقليم». كما فاضت الأنهار في كاجايان دو آورو، بينما لحقت أضرار بالعديد من المباني. أفادت الأنباء أن مدينة سوريجاو تعرضت لأضرار بنسبة 100٪، ويجري تقديم المساعدة. كما ناشدت منطقة بوهول الحكومة لتقديم المساعدة بسبب الأضرار التي أحدثها راي في المنطقة. وأُعلنت «حالة الكارثة» في المقاطعة وفي سيبو. لقي 208 شخصًا حتفهم، معظمهم من جزيرة بوهول المتضررة بشدة. كان من المتوقع أن تبلغ الأضرار 5 مليارات ين (100 مليون دولار)، بينما قُدرت الأضرار في سيارجاو بـ 20 مليار ين (400 مليون دولار).
وفقًا للأمم المتحدة، من المتوقع أن يتأثر 13 مليون شخص. كما تضررت العديد من المرافق العامة والخاصة نتيجة العاصفة. تسبب راي في الخراب في سيارجاو وسوريجاو وجزر ديناجات وماسين في سيبو، وفقًا للصور الملتقطة من الجو. كما دُمرت المنازل بسبب العواصف في جنوب ليتي، وكانت الحوادث البحرية مشكلة في جميع أنحاء سيبو. كما تعرض الجزء الشمالي من بالاوان للدمار. كما دمرت رياح العاصفة البنية التحتية في جنوب غرب كاي في فيتنام. جرى الإبلاغ عن فقد طاقم سفينة في مياه جزيرة بوش لونغ فو.

## تاريخ الأرصاد الجوية
في الساعة 06:00 بالتوقيت العالمي المنسق في 9 ديسمبر، بدأت وكالة JTWC في مراقبة منطقة خطوط العرض المنخفضة لتيارات الحمل الحراري في المحيط الهادئ في منطقة 4°36′N 142°24′E / 4.6°N 142.4°E، التي تقع على بعد حوالي 350 ميل بحري (650 كـم؛ 400 ميل) إلى شرق وجنوب شرق بالاو.. على الرغم من الظروف البيئية كانت معينة، إلا أن الإعصار لم يتكثف وتبدد بحلول الساعة 06:00 بالتوقيت العالمي المنسق في اليوم التالي. تشكلت منطقة جديدة أخرى من الضغط المنخفض في 10 ديسمبر. كشف التحليل الذي أجري على النظام عن منطقة ضغط جوي منخفض متدهور وغير منظم. وحلول الساعة 02:30 بالتوقيت العالمي المنسق يوم 11 ديسمبر كان مركز الإعصار قد توجه إلى الشمال فوق أخدود متزايد بينما حدثت رشقات الحمل الحراري حول النظام.

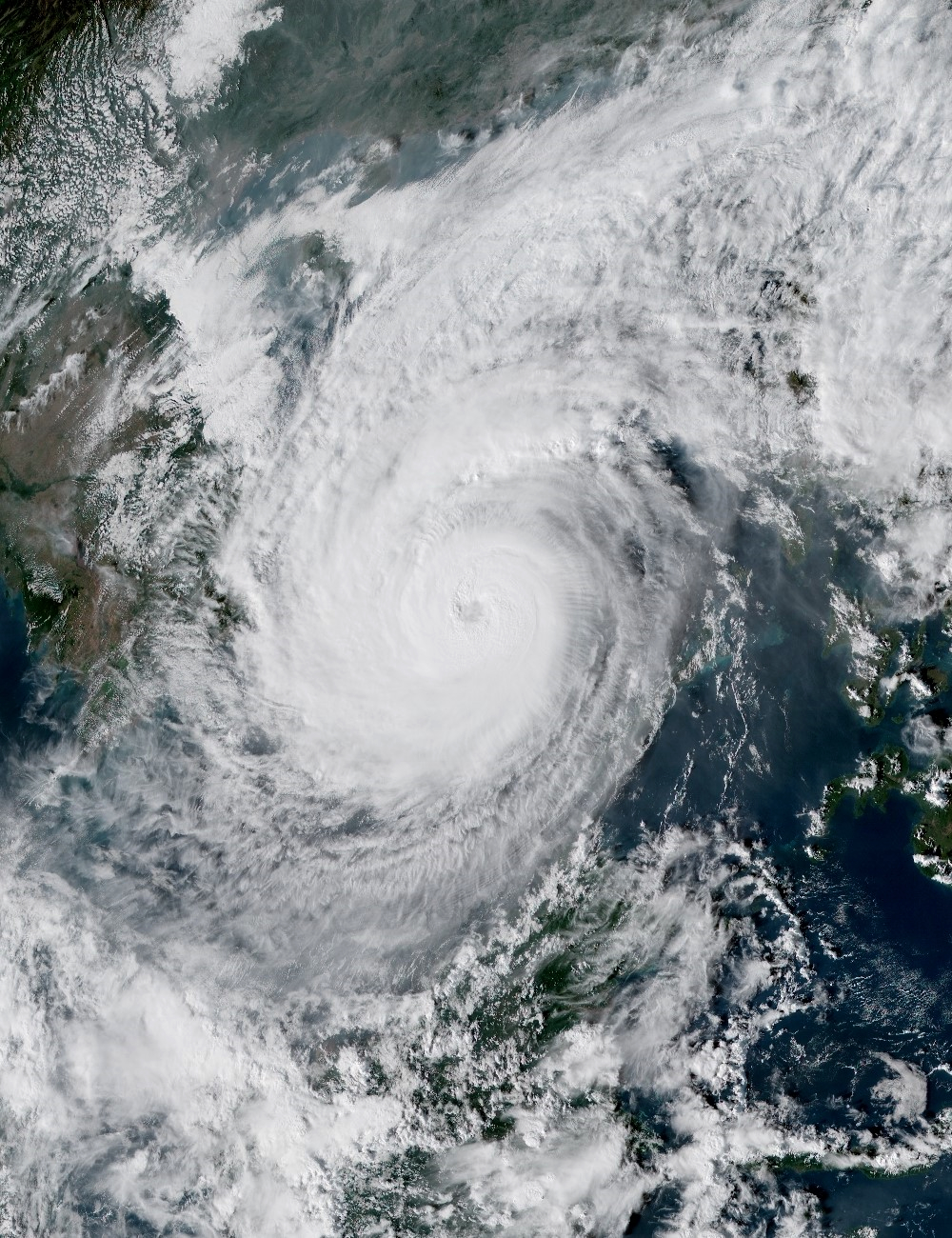
تكثف إعصار راي في بحر الصين الجنوبي مساء يوم 18 ديسمبر.

قامت وكالة الأرصاد الجوية اليابانية (JMA) أولاً بترقية النظام إلى منخفض استوائي برياح تبلغ سرعتها 30 عقدة (56 كم/س؛ 35 ميل/س) في الساعة 00:00 بالتوقيت العالمي المنسق في اليوم التالي، ثم تلتها وكالة JTWC التي اعلنت أن فرص العاصفة في التطور إلى «عالية» كبيرة. بحلول الساعة 03:00 بالتوقيت العالمي في 13 ديسمبر، قامت JTWC بترقية النظام إلى منخفض استوائي ضعيف، بناءً على تصنيفات Dvorak لـ T1.5. بعد تسع ساعات، صنفت JMA النظام على أنه عاصفة استوائية بناءً على تصنيفات دفوراك وأطلق عليها اسم العاصفة راي. لم يكن الأمر كذلك حتى الساعة 15:00 بالتوقيت العالمي في ذلك اليوم عندما فعلت JTWC الشيء نفسه مع راي، حيث بدأت في التعقب باتجاه الشمال الغربي. بعد ثلاث ساعات، بدأ راي بالمرور جنوب ولاية نغولو، مع استمرار تكثيفه وتنظيمه. بحلول 14 ديسمبر في الصباح الباكر، زاد تصنيف النظام إلى عاصفة استوائية شديدة بواسطة JMA. بحلول الساعة 9:00 بالتوقيت العالمي، لاحظت JTWC أن قمم النظام السحابية أصبحت دافئة؛ ومع ذلك، فقد نظمت بشكل أكبر أثناء تتبعها نحو الدولة الجزرية الصغيرة بالاو. دخلت العاصفة منطقة المسؤولية الفلبينية حوالي الساعة 11:00 بالتوقيت العالمي (19:00 بتوقيت الفلبين)، وأطلق عليها PAGASA اسم أوديت. بعد أربع ساعات، بدأ راي في إظهار عين الإعصار التي شوهدت لأول مرة في صور الميكروويف. قامت JMA بتحديث النظام إلى إعصار بحلول اليوم التالي، تلاها JTWC بعد ثلاث ساعات حيث بدأ راي في التحرك غربًا تحت تأثير سلسلة من التلال شبه الاستوائية إلى الشمال. حدث تكثيف مطرد في راي أثناء تحركه بالقرب من الفلبين، ووصل إلى إعصار من الفئة 1 بحلول الساعة 15:00 بالتوقيت العالمي. في هذا الوقت، توقعت JTWC فقط هبوطًا على اليابسة يعادل عاصفة من الفئة 2.
خضع راي بشكل غير متوقع لتكثيف سريع في 15 ديسمبر، من 65 عقدة (120 كم/س؛ 75 ميل/س) إلى 140 عقدة (260 كم/س؛ 160 ميل/س) بحلول 16 ديسمبر أثناء الاقتراب من اليابسة. في هذا الوقت، شوهدت عين الإعصار بسرعة 6 ميل بحري (11 كـم؛ 6.9 ميل) جنبًا إلى جنب مع الحمل الحراري القوي. بدأت العاصفة دورة استبدال جدار العين (ERC eyewall replacement cycle) بعد فترة وجيزة من وصولها إلى ذروة شدتها. في 16 ديسمبر، وصل الإعصار إلى اليابسة فوق جزيرة سيارغاو في مقاطعة سوريجاو ديل نورت حوالي الساعة 1:30 مساءً بالتوقيت المحلي (05:30 التوقيت العالمي) وحدث هبوطًا ثانيًا فوق جزر Dinagat حوالي الساعة 3:10 مساءً بالتوقيت المحلي (07:10 التوقيت العالمي). حدث هبوط ثالث في ليلوان، جنوب ليتي في الساعة 3:40 مساءً بالتوقيت المحلي (7:40 بالتوقيت العالمي). حدث هبوط رابع في جزيرة باناون، أيضًا في ليلوان، في حوالي الساعة 4:50 مساءً (8:50 بالتوقيت العالمي). ثم كانت بادري بورغوس، جنوب ليتي هي الخامسة في الساعة 5:40 مساءً (09:40 بالتوقيت العالمي)، تبعها بعد ساعة تقريبًا في بوهول وحوالي ساعة أخرى في Bien Unido، لا يزال في بوهول. حدث الهبوط الثامن في كاركار بحلول الساعة 10:00 مساءً (14:00 بالتوقيت العالمي) والتاسع فوق La Libertad، Negros Oriental، بعد ساعتين. وقدرت JMA ضغطًا منخفضًا قدره 915 ميليبار (27.0 inHg) بحلول الساعة 03:00 UTC في وقت سابق، قبل ساعتين من وصوله إلى اليابسة. أدى نفس الموقف إلى إضعاف النظام قليلاً إلى إعصار فائق من الفئة 4 بحلول الساعة 09:00 بالتوقيت العالمي واستمرت شدته في التدهور، بعد ست ساعات أثناء عبور بيسايا. عندما دخل راي خليج باناي، ضعفت عين الإعصار أكثر حيث خفضت JTWC تصنيفها إلى نظام من الفئة 3 بعد ست ساعات. استمر الإعصار في فقدان قوته أثناء تتبعه باتجاه بحر سولو بحلول اليوم التالي الساعة 03:00 بالتوقيت العالمي. وتشكلت عين جديدة أيضًا حين كان النظام يقترب من اليابسة. بحلول الساعة 15:10 بالتوقيت العالمي، قام النظام بهبوط آخر وآخر اليابسة فوق روكساس، بالاوان حيث استمر ضعف شدته. ثم دخل بحر الصين الجنوبي بمزيد من التنظيم لكن شدته ظلت كما هي. ثم بدأ راي في التعزيز بشكل طفيف حيث اتجه نحو الشمال الغربي بعيدًا عن أرخبيل الفلبين. ثم غادر النظام الفلبين بحلول 12:40 بتوقيت الفلبين (04:40 بالتوقيت العالمي). ولأول مرة منذ إعصار راماسون في عام 2014 والمرة الثالثة بعد باميلا عام 1954، زاد إعصار راي بشكل غير متوقع إلى المرتبة الخامسة في بحر الصين الجنوبي بسبب البيئة المواتية في تلك المنطقة في الساعة 21:00 بالتوقيت العالمي في 18 ديسمبر.
بحلول الساعة 03:00 بالتوقيت العالمي في اليوم التالي، ضعف إعصار راي مرة أخرى أثناء توجهه في اتجاه الغرب والشمال الغربي. امتلأت عين الإعصار بالغيوم في ذلك الوقت، تلاها ضعف سريع.

### معلومات العاصفة
اعتبارًا من الساعة 03:00 بالتوقيت العالمي يوم 20 ديسمبر، ضرب إعصار راي بالقرب من المنطقة 17°42′N 111°00′E / 17.7°N 111.0°E أو حوالي 353 ميل بحري (654 كـم؛ 406 ميل) جنوب-جنوب غرب هونغ كونغ. بحد أقصى 10 دقائق من الرياح المستمرة التي تصل سرعتها إلى 65 عقدة (120 كم/س؛ 75 ميل/س)، مع هبات تصل إلى 95 عقدة (176 كم/س؛ 109 ميل/س)، بينما تبلغ سرعة الرياح المستمرة لمدة دقيقة واحدة 70 عقدة (130 كم/س؛ 81 ميل/س). الحد الأدنى للضغط الجوي المركزي 975 هكتوباسكال (28.8 inHg)، ويتحرك النظام شمالًا عند 13 عقدة (24 كم/س؛ 15 ميل/س).
للحصول على أحدث المعلومات الرسمية، انظر:
- معلومات عن الأعاصير المدارية لـ JMA للإعصار 2122 (راي)
- تحذير JTWC من إعصار المداري على إعصار 28W (راي)

## روابط خارجية
- معلومات عامة من JMA عن Typhoon Rai (2122) من Digital Typhoon
- JMA Best Track Data (Graphics) لـ Typhoon Rai (2122)
- أفضل بيانات مسار JTWC لـ Super Typhoon 28W (راي)
- 28 واط. راي من مختبر أبحاث البحرية الأمريكية
- ريليف ويب الصفحة الرئيسية  لهذا الحدث.